# Stanisław Stefan Paszczyk

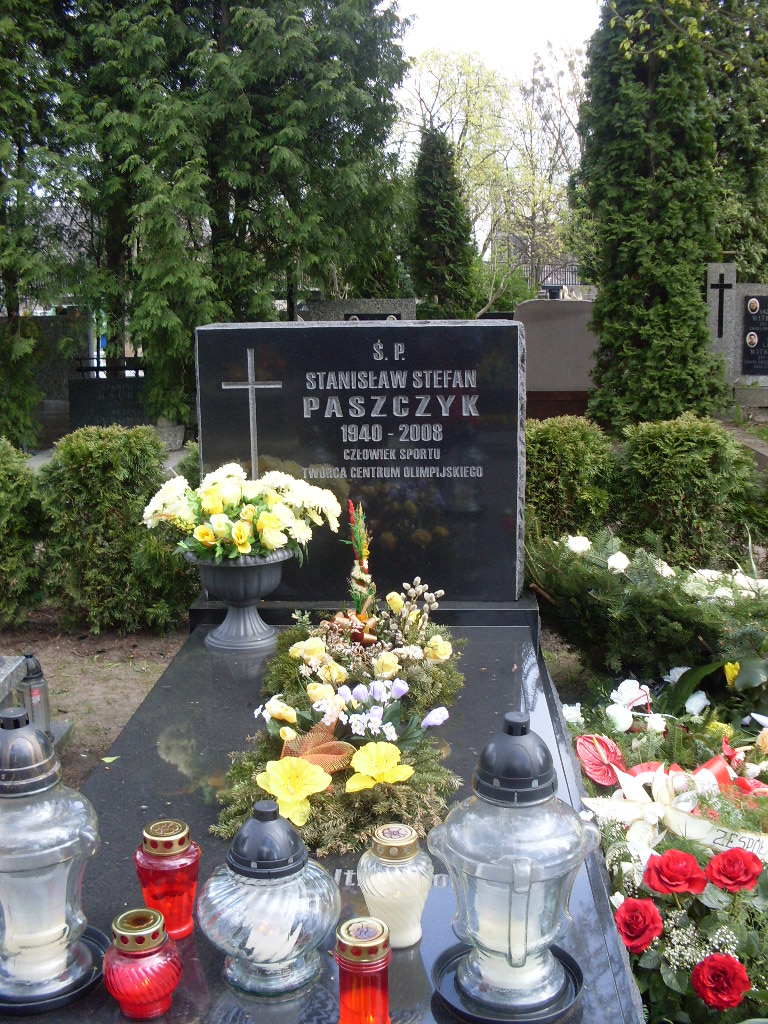
Grób Stefana Paszczyka na Powązkach

Stanisław Stefan Paszczyk (ur. 16 kwietnia 1940 w Pruszkowie, zm. 12 listopada 2008 w Warszawie) – polski działacz sportowy, prezes Urzędu Kultury Fizycznej i Turystyki (1993–1997), w latach 1997–2005 prezes Polskiego Komitetu Olimpijskiego, trener lekkoatletyczny, poseł na Sejm (1993–2001), ambasador RP w Argentynie i Paragwaju.

## Życiorys
W młodości trenował skok wzwyż w Legii Warszawa. W 1962 ukończył studia na Akademii Wychowania Fizycznego w Warszawie, następnie uzyskał stopień naukowy doktora nauk wychowania fizycznego. W latach 1963–1970 pracował jako nauczyciel akademicki na Uniwersytecie Warszawskim, gdzie był także trenerem lekkoatletyki.
W latach 1960–1970 był trenerem w klubie AZS-AWF Warszawa, a w latach 1970–1972 w Skrze Warszawa. Od 1972 do 1976 pracował jako kierownik wyszkolenia w Polskim Związku Lekkiej Atletyki. Od 1975 do 1980 był zatrudniony w Polskiej Federacji Sportu. W latach 1980–1981 pełnił funkcję dyrektora departamentu w Głównym Komitecie Kultury Fizycznej i Turystyki. Od 1982 do 1984 był doradcą Meksykańskiego Komitetu Olimpijskiego. Następnie do 1986 zajmował stanowisko wiceprzewodniczącego Głównego Komitetu Kultury Fizycznej i Turystyki, później przez rok pracował jako trener w klubie CWKS Legia Warszawa.
Był wiceprzewodniczącym Komitetu Kultury Fizycznej i Młodzieży od 1987 do 1990 (gdzie współpracował z Aleksandrem Kwaśniewskim). Do 1993 doradzał w hiszpańskim Ministerstwie Sportu (m.in. w zakresie organizacji Igrzysk Olimpijskich w Barcelonie w 1992). W 1993 został prezesem Urzędu Kultury Fizycznej i Turystyki w miejsce Marka Paszuchy; stanowisko to zajmował do 1997.
Sprawował mandat posła na Sejm II i III kadencji (1993–2001) z ramienia Sojuszu Lewicy Demokratycznej. W 1997 został wybrany na prezesa Polskiego Komitetu Olimpijskiego, którym kierował do 2005. Po zakończeniu pracy w parlamencie był doradcą prezydenta Aleksandra Kwaśniewskiego do spraw kultury fizycznej i sportu. W 2005 został zastąpiony na stanowisku prezesa PKOl przez Piotra Nurowskiego.
W lipcu 2005 został powołany na ambasadora RP w Argentynie, funkcję tę pełnił do września 2006. We wrześniu 2005 otrzymał nominację na ambasadora RP w Paragwaju, zakończył urzędowanie w październiku 2006.
Został pochowany w Alei Zasłużonych na Cmentarzu Wojskowym na Powązkach w Warszawie (kwatera G/tuje/3).